# Kupnovîci, Sambir
Kupnovîci (în ucraineană Купновичі) este localitatea de reședință a comunei Kupnovîci din raionul Sambir, regiunea Liov, Ucraina.

## Demografie
Componența lingvistică a localității Kupnovîci
     Ucraineană (100%)
Conform recensământului din 2001, toată populația localității Kupnovîci era vorbitoare de ucraineană (100%).